# Ruinas romanas de Cerro da Vila

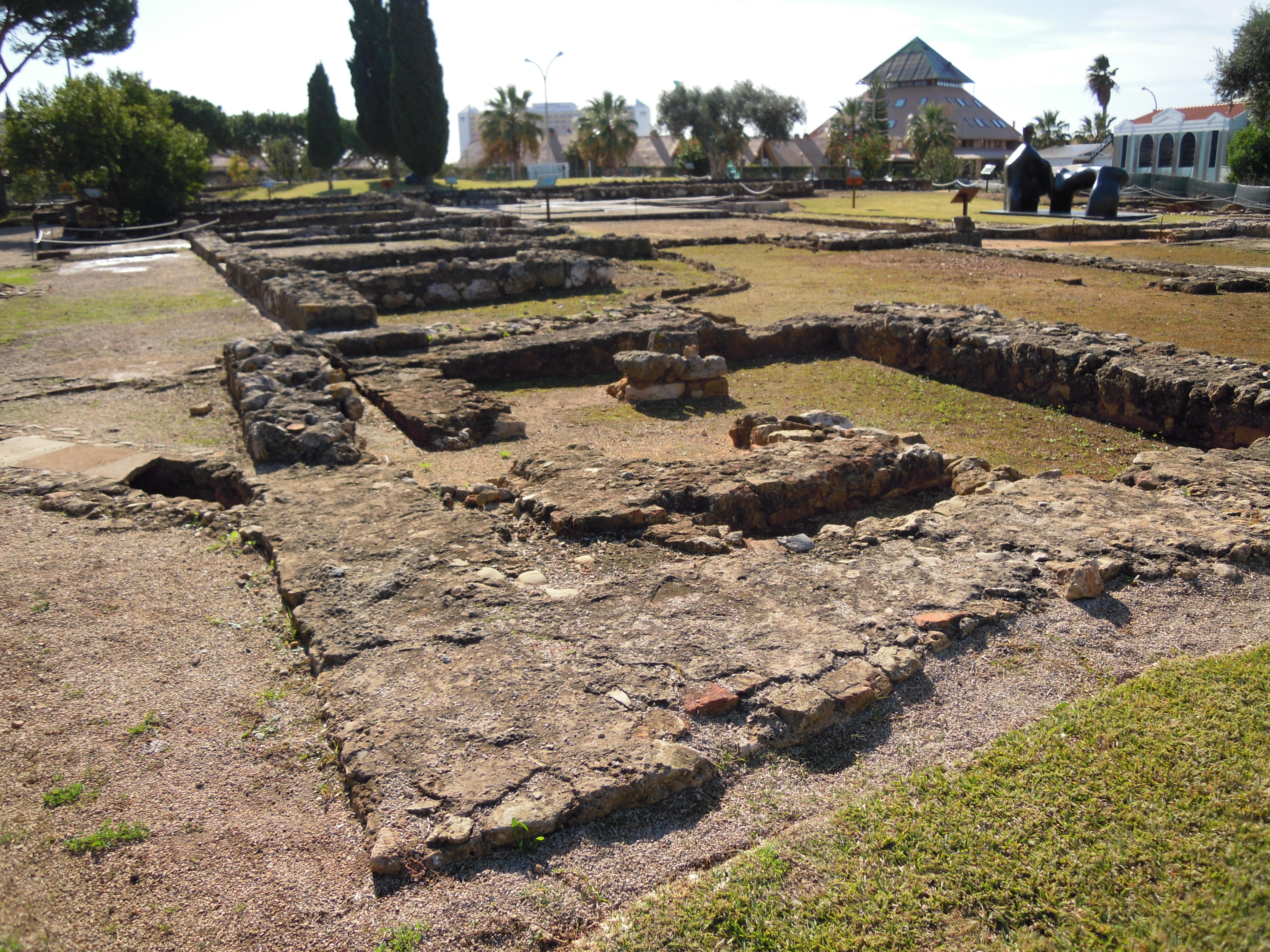
Vestigios de las paredes de las viviendas y dependencias

Las ruinas romanas de Cerro da Vila son los restos de una villa histórica en la región de Algarve, en el sur de Portugal. Sus vestigios se encuentran en las proximidades de la localidad y del puerto deportivo de Vilamoura, en la parroquia civil de Quarteira, municipio de Loulé.
El área alrededor de Vilamoura, en el que los restos de esta villa romana se pueden encontrar, fue ocupada desde hace miles de años. Tumbas que datan de la Edad del Bronce fueron descubiertas en el municipio de Loulé, en la viña Casão.
Los romanos establecieron el primer asentamiento dentro de la localidad, durante el siglo II. La región del Algarve cayó bajo el dominio de Roma, bajo el dominio del emperador César Augusto (23 de septiembre 63 aC - 19 de agosto 14 dC).
La región se integró en la provincia de Lusitania, que fue reorganizada en tres en tres civitas: Balsa (Luz de Tavira), Ossonoba (Faro) y Ciuitas, cuya capital era Cilpes (Silves) o Lacobriga (Lagos). Cerro da Vila se encontraba en el territorio de Ossonoba y tenía un puerto, sirviendo las fértiles tierras regadas por una presa que estaba a dos kilómetros de esta ciudad.
Después de su construcción, la villa fue periódicamente ocupada por los visigodos y por las fuerzas árabes (moros).

## Arquitectura
Las ruinas están situadas en una zona semirrural; la estación arqueológica se encuentra a 1500 metros al oeste de Quarteira.
Estas son las ruinas de la villa romana constituida por dos residencias (incluyendo la principal, junto al puerto), baños, necrópolis, presas y estaciones de pescado salado. De las dos residencias y baños, los únicos restos son paredes compartimentadas, incluyendo el impluvium, el atrio y el tablinum.
Hay frisos de mármol y ostia pilotes de estuco pintado que decoraban las paredes, así como los restos de pavimentos de mosaicos policromáticos.
Dos tanques rectangulares sirven los edificios donde se hacía la salazón del pescado. La necrópolis, que incluye los restos de mausoleos y tumbas, fue construida mucho más tarde (y sólo recientemente fue descubierta e investigada).